# Мебельный проезд (Санкт-Петербург)
Ме́бельный проезд — меридиональный проезд в историческом районе Старая Деревня Приморского административного района Санкт-Петербурга. Проходит от Мебельной улицы до улицы Оптиков. Параллелен Планерной и Стародеревенской улицам.

## История
Проезд получил название 7 июля 1993 года по мебельной фабрике на углу с Мебельной улицей.

## Пересечения
С юга на север (по увеличению нумерации зданий) Мебельный проезд пересекают следующие улицы:
- Мебельная улица — Мебельный проезд примыкает к ней;
- улица Оптиков — Мебельный проезд примыкает к ней.

## Транспорт
Ближайшая к Мебельному проезду станция метро — «Старая Деревня» 5-й (Фрунзенско-Приморской) линии (около 1 км по прямой от начала проезда).
Движение наземного общественного транспорта по проезду отсутствует.
Ближайшие к Мебельному проезду железнодорожные платформы — Яхтенная (около 900 м по прямой от начала проезда) и Старая Деревня (около 1 км по прямой от начала проезда).

## Общественно значимые объекты
- мебельная фабрика «Ленраумамебель» (у примыкания к Мебельной улице) — Мебельная улица, дом 5;
- котельная «Приморская» — улица Оптиков, дом 6.